# Opel Senator
Opel Senator var en personbil bygget af den tyske bilfabrikant Opel mellem 1978 og 1993.
Senator var en sedan, coupéudgaven hed Opel Monza.
Senator blev solgt i flere andre versioner rundt omkring i verden, bl.a. som Chevrolet i bl.a. Sydamerika og som Holden i Australien.

## Senator A1 (1978−1982)
Senator A blev introduceret på Frankfurt Motor Show i 1977, og produktionen begyndte i 1978. Opel Senator afløste Opel Admiral og Opel Diplomat, da disse biler ingen efterfølger fik før Senator.
Senator var en helt ny model introduceret samtidig med coupémodellen Monza, den nye Opel Rekord og den på Rekord baserede Opel Commodore. Senator adskilte sig gennem et til størstedelen eget karrosseri, mens torpedovæg, A- og B-stolper, gulv, pladen i fordørene, forruden og den forreste del af taget var fælles for alle modellerne ligesom instrumentbrættet. I øvrigt var Senator en helt egen model med lignende konstruktion. Hele fronten, området bag bagsædet, bagdørene, for- og bagakslen, gearkassen, 3,0-litersmotoren, styretøjet og bremserne var unikke for Senator og Monza. Udover det var også størstedelen af indretningen, for- og bagsæderne og frem for alt materialerne unikke for Senator og dyrere end i f.eks. Rekord.
Eksempler på teknik og udstyr var en ny, delt bagaksel med minimeret cambervinkelforandring, automatisk niveauregulering og en helt ny type af lave spiralfjedre, som Opel kaldte "Mini Block". Ventilerede skivebremser med fuldstændig gennemluftning, dvs. luften strømmede gennem skiven og kom ud gennem luftslidser i hjulnavet. Nyt styretøj fra ZF AG med hastighedsafhængig servostyring, hydraulisk motorophæng, radioantenne indbygget i forruden, elektrisk soltag med manuelt nødsystem, luftkanaler til bagsædet med faste ventilationsmundstykker og mørktonede baglygter med printplader i stedet for almindelige elektriske kabler.
I 1982 fik Senator et facelift med ny indretning og nyt instrumentbræt, pneumatisk reguleret klimaanlæg, separat ventilation i højre hhv. venstre side af kabinen og belyste ventilationsdyser. Øvrige ændringer var nye forsæder og endnu højre kvalitet af materialerne. Køretøjet var også tilgængeligt i Sydafrika som Chevrolet Senator indtil 1982, hvor det blev omdannet til en Opel. Chevrolet Senator var udstyret med en lokalt bygget version af Chevrolets 250 inline-seks (4.093 cc) med 132 PS (97 kW).

### Motorer
| Model | Modelår | Motortype             | Slagvolume | Effekt | Brændstofsystem     |
| ----- | ------- | --------------------- | ---------- | ------ | ------------------- |
| 2,8   | 1978-82 | 6-cyl. rækkemotor ohv | 2784 cm³   | 140 hk | Enkelt karburator   |
| 3,0   | 1978-82 | 6-cyl. rækkemotor ohv | 2968 cm³   | 150 hk | Enkelt karburator   |
| 3,0 E | 1978-82 | 6-cyl. rækkemotor ohv | 2968 cm³   | 180 hk | Benzinindsprøjtning |
| 2,5 E | 1982    | 6-cyl. rækkemotor ohv | 2490 cm³   | 136 hk | Benzinindsprøjtning |

## Senator A2 (1983−1986)
I efteråret 1982 kom en ny version af Senator, A2, som var en videreudviklet Senator A1 med bl.a. ny front og bagende og en del ny teknik som f.eks. ABS-bremser og 4-trins automatgearkasse med såkaldt "lock-up" og sports- og økonomistilling fra december 1983. I udstyret noteredes også sin tids bedste fartpilot med betjeningspanel mellem forsæderne, som meget lignede de multifunktionsknapper til betjening af navigation og fartpilot som blev introduceret i 2000'erne, en teknisk finesse som Opel først viste på konceptbilen Signum i 1997.
Senator A2 blev også bygget i en forlænget limousineversion og som pansret sikkerhedsbil, meget populær og almindelig i Mellemøsten.

### Motorer
| Model     | Modelår | Motortype             | Slagvolume | Effekt | Brændstofsystem                  |
| --------- | ------- | --------------------- | ---------- | ------ | -------------------------------- |
| 2,3 TD    | 1983-85 | 4-cyl. rækkemotor ohv | 2260 cm³   | 86 hk  | Turbodiesel                      |
| 2,5 i     | 1983-86 | 6-cyl. rækkemotor ohv | 2490 cm³   | 136 hk | Benzinindsprøjtning              |
| 3,0 i     | 1983-86 | 6-cyl. rækkemotor ohv | 2968 cm³   | 180 hk | Benzinindsprøjtning              |
| 2,0 i     | 1984    | 4-cyl. rækkemotor ohv | 1979 cm³   | 110 hk | Benzinindsprøjtning              |
| 2,2 i     | 1985-86 | 4-cyl. rækkemotor ohv | 2182 cm³   | 115 hk | Benzinindsprøjtning              |
| Comprex D | 1985-86 | 4-cyl. rækkemotor ohv | 2260 cm³   | 95 hk  |                                  |
| 3,0 i     | 1986    | 6-cyl. rækkemotor ohv | 2968 cm³   | 156 hk | Benzinindsprøjtning, katalysator |

## Senator B (1987−1993)
I 1987 blev Senator A afløst af Senator B, som var en bil fyldt med teknik og udstyr på absolut forkant med udviklingen bortset fra motoren, som fra 1988 til 1989 efter montering af katalysator kun ydede 156 hk og teknisk set ikke var på niveau med resten af bilen. Senator B blev bygget frem til juni 1993, hvor General Motors mod Opels vilje besluttede at indstille produktionen af en bil i Senators segment. Siden da har Opel kæmpet for atter at få lov at bygge en ny Senator og lavede en hel række konceptbiler, og også en Omega med V8-motor blev fremvist produktionsklar på Geneve Motor Show i 2000, men også denne bil blev stoppet af General Motors på trods af at man var kommet så langt, at reklamebrochurer allerede var blevet trykt. Næste forsøg kom i 2003 med konceptbilen Insignia, som Opel efter intensiv kamp til slut fik lov at bygge i en forenklet version fra 2008, og som blev valgt til Årets Bil i Europa 2009. Efter 1993 og frem til 2003 var Omega Opels største model.

### Motorer
| Model     | Modelår | Motortype              | Slagvolume | Effekt | Brændstofsystem                  |
| --------- | ------- | ---------------------- | ---------- | ------ | -------------------------------- |
| 3,0 i     | 1988-90 | 6-cyl. rækkemotor ohv  | 2968 cm³   | 177 hk | Benzinindsprøjtning              |
| 3,0 i     | 1988-89 | 6-cyl. rækkemotor ohv  | 2968 cm³   | 156 hk | Benzinindsprøjtning, katalysator |
| 3,0 i     | 1989    | 6-cyl. rækkemotor ohv  | 2968 cm³   | 177 hk | Benzinindsprøjtning, katalysator |
| 3,0 i 24V | 1990-93 | 6-cyl. rækkemotor DOHC | 2968 cm³   | 204 hk | Benzinindsprøjtning, katalysator |
| 2,6 i     | 1991-93 | 6-cyl. rækkemotor ohv  | 2594 cm³   | 150 hk | Benzinindsprøjtning, katalysator |